# Yogi i inwazja kosmitów
Yogi i inwazja kosmitów (ang. Yogi and the Invasion of the Space Bears, 1988) – amerykański film pełnometrażowy.

## Opis fabuły
Miś Yogi i jego przyjaciel oraz najmłodszy brat Bubu po raz kolejny powodują chaos w parku Jellystone, buszując po piknikowych koszykach. Ich szaleństwa zostają przyhamowane, gdy zostają porwani przez kosmitów.

## Obsada
- Daws Butler – Miś Yogi
- Don Messick –
  - Bubu,
  - Strażnik Smith
- Julie Bennett – Cindy

## Wersja polska
Opracowanie wersji polskiej: Start International Polska

Reżyseria: Paweł Galia

Dialogi polskie: Hanna Górecka

Dźwięk i montaż: Jerzy Wierciński

Kierownictwo muzyczne: Marek Klimczuk

Kierownik produkcji: Bogumiła Adler

Udział wzięli:
- Zbigniew Konopka – Yogi
- Piotr Pręgowski – Bubu
- Ryszard Nawrocki – Strażnik Smiths
- Ewa Serwa – Cindy

oraz
- Jacek Bończyk
- Ryszard Olesiński
- Monika Wierzbicka
- Jarosław Boberek
- Jerzy Mazur
- Mieczysław Morański
- Jarosław Domin
- Robert Tondera
- Mikołaj Müller
- Janusz Wituch
- Ryszard Jabłoński
- Izabela Dąbrowska
- Brygida Turowska

Śpiewali: Zbigniew Konopka, Piotr Pręgowski, Agnieszka Piotrowska, Monika Wierzbicka, Wojciech Paszkowski, Jacek Bończyk